# Seznam maroških nogometašev
Seznam maroških nogometašev.

## A
- Lahcen Abrami
- Abdelaziz Ahanfouf
- Hakim Ajraoui
- Jamal Alioui
- Hassan Alla
- Soufiane Alloudi
- Gharib Amzine
- Otmane El Assas

## B
- Abdelilah Bagui
- Salaheddine Bassir
- Mehdi Benatia
- Driss Benzekri
- Mustapha Bidodane
- Hamid Boujar
- Faouzi El Brazi

## C
- Kamel Chafni
- Mustapha Chadli
- Marouane Chamakh
- Youssef Chippo

## D
- Mounir Diane

## F
- Khalid Fouhami

## H
- Abdeljalil Hadda
- Mustapha Haddad
- Mustapha Hadji
- Youssouf Hadji
- Abdelkrim El Hadrioui
- Jawad El Hajri
- Mounir El Hamdaoui

## I
- Mouhcine Iajour

## J
- Tarik El Jarmouni

## K
- Badr El Kaddouri
- Ahmed Kantari
- Tahar El Khalej
- Abdallah Kharbouchi
- Ali El Khattabi

## L
- Nadir Lamyaghri
- Hicham Louissi

## M
- Mohamed Madihi
- Ahmed Madouni
- Nabil Masloub
- Youssef Mokhtari
- Bouchaib El Moubarki
- Adil Mrabet
- Mustapha M'Rani

## N
- Hassan Nader
- Noureddine Naybet

## O
- Mounir Obbadi
- Abdeslam Ouaddou
- Kamel Ouejdid

## R
- Adil Ramzi

## S
- Abdellah Saber
- Youssef Safri
- Tarik Sektioui
- Jamal Sellami
- Hassan Souari

## T
- Sami Tajeddine
- Mehdi Taouil

## Z
- Jauad Zairi
- Zakaria Zarouali
- Merouane Zemmama
- Nabil El Zhar